# ABCA1
L'ABCA1 (pour « ATP-binding cassette A1 ») est une protéine appartenant à la famille des transporteurs ABC et intervenant dans le transport du cholestérol. Son gène est le ABCA1 situé sur le chromosome 9 humain.

## Rôles
Il intervient dans le transport du cholestérol par les macrophages, ce qui pourrait inhiber la formation de l'athérome. Il permet de transformer le cholestérol alimentaire en HDL cholestérol.
Stimulé par le HDL cholestérol, il inhibe la prolifération et la mobilisation des cellules hématopoïétiques.
Il prévient le stockage des graisses par les adipocytes ainsi que la survenue d'une intolérance au glucose.
La molécule est également désactivée par le BA1 situé sur les cellules en cours d'apoptose.

## En médecine
La maladie de Tangier est la conséquence d'une mutation sur le gène ABCA1, se traduisant par une accumulation intracellulaire de cholestérol, une baisse notable du HDL, un risque augmenté de survenue d'une maladie cardio-vasculaire. D'autres mutations de ce même gène donnent des syndromes proches.